# ÖBB 1141 sorozat
Az ÖBB 1141 sorozat az ÖBB egyik Bo'Bo' tengelyelrendezésű villamosmozdony-sorozata volt. 1951 és 1953 között gyártotta az AEG, a BBC, az ELIN, azt SSW és az SGP. Összesen 29 darab készült a sorozatból. A mozdonyokat 2003-ban selejtezte az ÖBB. Az 1141-esek az ÖBB 1041-esek továbbfejlesztett változatai.